# رادو روسيتي
كان رادو روسيتي (14 سبتمبر 1853 – 12 فبراير 1926) سياسيًا ومؤرخًا وروائيًا مولدافيًا، ورومانيًا في وقت لاحق، ووالدًا للجنرال رادو آر روسيتي وفردًا بارزًا من أسرة روسيتي. منذ بداياته في التقليدوية، تبنى روسيتي مواقف زراعية تقدمية واختبر التحديث في ملكيته في كايوتي. بصفته إقليميًا مولدافيًا على يسار حزب المحافظين، تعاون روسيتي بصورة رسمية تقريبًا مع المعارضة الليبرالية الوطنية خلال فترة شغله منصب حاكم رومان وبرايلا وباكاو. وبصفته أيضًا عضوًا في مجلس نواب رومانيا لولايتين وتوظيفه لفترة قصيرة مديرًا عامًا للسجون، تبنى روسيتي خطابًا إصلاحيًا ومعاديًا للنخب. ألبه كل ذلك ضد الرؤساء المحافظين مثل نيكولاي فيليبيسكو وتيتو مايوريسكو، إلا أنه نال حماية لاسكار كاتارجيو، ولاحقًا حماية بيتر بي كارب.
تسببت استثمارات روسيتي الفاشلة في تجارة الحبوب بخسائر مالية له، وانسحب، منذ العام 1898، إلى مهن ثانوية في وزارة الشؤون الخارجية. على الرغم من أنه لم يحصل على تدريب رسمي، كان روسيتي يتمتع بموهبة تعدد اللغات، ونال سمعة كباحث وناقد اجتماعي. ركزت دراساته الباكرة على تاريخ مولدافيا القانوني والاجتماعي، إلا أنه ركز لاحقًا على مواضيع سياسية. وبصفته معاديًا معتدلًا للسامية وخصمًا لتحرر اليهود، التفت روسيتي عندئذ إلى انتقاد طبقته ومانوراليتها وبنى إطارًا نظريًا مؤثرًا في علم التأريخ التقدمي. مع نيله ترحيبًا ضمن صفوف البوبورانية اليسارية بحلول عام 1906، اقترح برنامجًا راديكاليًا لإصلاح الأراضي وتنبأ بثورة فلاحي رومانيا لعام 1907.
شهدت الفترات الأولى من الحرب العالمية الأولى، مع حفاظ رومانيا على حيادها خلال الحرب، تأييد روسيتي لقوى المحور. وكان معارضًا لأي تحالف مع الإمبراطورية الروسية، لخوفه من القومية السلافية ودعمًا للمطالب الرومانية بحقوقها في بيسارابيا. أصيب روسيتي بخيبة أمل حين تحالفت بلاده مع روسيا وبقي في بوخارست حين احتلت من قبل قوى المحور، ونظم مع كارب ومحافظين آخرين بيروقراطية متعاونة مع العدو المحتل وشغل ضمنها منصب رئيس المشافي المدنية. كانت هذه الخيارات متباينة مع خيارات ابنه، الذي أصبح بطل حرب. ومع اتحادهما مجددًا في رومانيا الكبرى بعد الحرب، كان روسيتي يواصل سعيه في تحقيق مسيرة مهنية أدبية وتلقى أوسمة على أعماله الأخيرة ككاتب مذكرات وكقاص.
حول أحد أصهرته، فيكتور بيلديمان، إحدى «الحكايا المولدافية» التي ألفها إلى عمل سينمائي.

## سيرة حياته

### سنين الشباب والتحالفات الأولى
ولد المؤرخ المستقبلي في ياش، في القصر، الذي دمر منذ ذلك الحين، الذي بناه غريغور أليسكاندرو جيكا، أمير مولدافيا، بين عامي 1854 و1856، وجد رادو من جهة والدته. من جهة والده، كان رادو ينتمي إلى أسرة روسيتي من البويار، التي كان من بينها أنتوني روسيت، الذي كان الأمير الحاكم المولدافي منذ عام 1675 حتى عام 1678. خلافًا لأسطورة العائلة، لم يكن روسيتي ينحدر بشكل مباشر من الأمير أنتوني، بل من شقيق أنتوني، الكوبار قسطنطين. كان لاسكاراش روسيت الجد الأكبر للباحث وكان جده لوغوثيت رادوكانو روسيت (1762 – 1838). كانت المسيرة المهنية للأخير قد بلغت أوجها خلال الغزو الروسي في عام 1806 حين أظهر نفسه، وفقًا لإيفان ليبراندي، كشخص «بسيط وصادق ومحبوب من قبل الجميع». في عام 1809، دافع من خلال القانون ضد توطين الروس في مولدافيا، وبناءًا على ذلك نقل ملكيته إلى كوفاسنا. خلال حرب الاستقلال اليونانية، التي خيضت بشكل جزئي على أرض مولدافية، ساعد روسيتي غافريل إستراتي في تنظيم حركة حرب عصابات ضد الفرقة المقدسة. مع نهاية الحرب، آلت إليه ملكية أرض كانت مملوكة من قبل أسرة موروزي الملاحقة، غير أنه أرسل إلى تلك العائلة حصة من العائدات، وأصبح أليكساندرو قسطنطين موروزي صهره.
درس والد روسيتي، المدير رادوكانو روسيت الأصغر سنًا، الفلسفة في جامعة ميونيخ. كانت والدته أغلاي جيكا زوجة روسيت الثانية. ونظرًا لاشتهارها بجمالها الجسدي، كانت قد نالت تدريبها كفنانة في فيينا، وأصبحت عند عودتها قومية رومانية متحمسة. شعر زوجها، على الرغم من كونه محافظًا بشكل عام، بتضامن مع مزارعيه المستأجرين وطالب بإلغاء السخرة. بدأ رادوكانو الابن مسيرته السياسية في عام 1839 كإسبرافنيك في مقاطعة ياش، ومن ثم شغل لفترة قصيرة منصب رئيس الإدارة في المقاطعة العليا (1843). وبات صديقًا مقربًا وممولًا لكوستاش نيغري الذي نظم معه في العام 1847 احتجاجًا ضد الأمير ميهايل ستوردزا، وفي تلك السنة التزم أيضًا بمشروع بويار لتأسيس مصرف تجاري.
ومن ثم شارك رادوكانو وشقيقه لاسكار في الثورة المولدافية المجهضة لعام 1848 ورُحلا لفترة قصيرة إلى وادي الدانوب إلى جانب اليكساندرو إيوان كوزا وصهرهما موروزي. مع عودته حالما استولى جريجور أليكساندرو على العرش المولدافي، شغل رادوكانو منصب فورنيش مولدافي في عام 1852 حين أشرف على المراحل الأولى من مشروع لنشر مدونة كاملة لأرشيف الدولة. في عام 1855، كان روسيتي لغثيط، أو رئيس القسم القضائي في مولدافيا. خلال اندماج مولدافيا مع الأفلاق المجاورة لتشكلا الممالك المتحدة، أيد لاسكار الحزب الوطني التقدمي، في حين أصبح رادوكانو أحد قادة فصيل محافظ في جمعية مولدافيا، وعقد اجتماعات مع انفصاليين سابقين.
كانت العائلة تمتلك ملكيات كبيرة في كايوتي، بالقرب من منتجع صحي في سلانيك مولدافيا، التي كانت موطن طفولة رادو وأشقائه (شقيق وعدة شقيقات، من بينهن آنا ومارغوت روسيتي). بصفته ولدًا شقيًا ومغامرًا، دفع رادو بوالده رادوكانو إلى بناء قفص لاحتوائه. في فترة لاحقة من سنوات شبابه، التفت إلى اهتمامات تتطلب نشاطًا أقل. بصفته يتحدث اللغة الرومانية الأم، تعلم روسيتي اللغة اليونانية من جدته من جهة والدته، وفي وقت لاحق تمكن من تحدث الفرنسية (لغة التعبير المفضلة لديه) والألمانية والإيطالية والإسبانية بطلاقة وكانت لديه معرفة مهنية باللاتينية، ومنذ العام 1888 باللغة السلافونية الكنسية القديمة. ودرس أيضًا الإنجليزية، التي اعتبرها «خليطًا» من الفرنسية والألمانية، من خلال قراءته عدة مرات للرواية غير المترجمة ذاتها: «عند قراءتي لها للمرة العاشرة، أتقنت الإنجليزية». درس روسيتي في ياش وجنيف وتولوز (حيث أتم تعليمه الثانوي) وباريس، وكانت الشهادة الوحيدة التي حاز عليها درجة البكالوغيا. خلال الفترة التي قضاها في سويسرا، شهد بصورة غير مباشرة الحرب الفرنسية البروسية واستسلام جيش الشرق، ومن ثم أصبح شغوفًا بالسياسة المحافظة والملكية، وهرب الأسلحة إلى نبرة خلال الحرب الكارلية الثالثة.
عند عودته إلى وطنه، لطف روسيتي من موقفه الرجعي. وكما أشار رادو الابن، أصبح والده «محافظًا تقدميًا» يكن إعجابًا «لاشتراكية الدولة». خلافًا للتقليدويين والنخبويين كأولئك الذين درسوا في مدرسة خونيميا، كانت هناك أقاويل أن رادو الأب كان يرى في امتياز البويار مصدر أذى، وأصر على أنه يتوجب على الأرستقراطيين أيضًا أن يعملوا لكسب رزقهم. وفي حين أيد الممالك المتحدة (ومنذ العام 1881 مملكة رومانيا)، حافظ على كره محافظ للأفلاقيين وكان يرى أن المودلافيين بطبيعتهم متفوقون عليهم.
ورث رادو كايوتي عند وفاة رادوكانو في شهر يونيو من عام 1872، واستخدم غابتها للصيد الذي كان يمارسه إجمالًا على ظهر حصان. ولعب دور المضيف لشخصيات هامة في الحياة الرومانية العامة، من بينهم ديميتري جيكا كومانيستي وديميتري إيه جريسيانو وديميتري روسيتي تيسكانو وأنغل ساليني وأليكساندرو بي ستيربي، وهكذا حاول بناء صلات مع أعضاء الحزب الليبرالي الوطني وأعضاء حزب المحافظين. مع تضحيته بأحلامه في أن يصبح مهندسًا لمصلحة إشرافه على ورثته، كانت لدى روسيتي آمال في تحديث كايوتي خلال فترة الانتقال من المانورالية إلى الرأسمالية الكاملة. ومع عدم قدرته على تكييف أسلوب حياته، استسلم روسيتي في نهاية المطاف أمام ضغوط السوق.

### الحاكم والكاتب
في شهر يونيو من عام 1876، في كنيسة القديس سبيريدون الكاثوليكية في ياش، تزوج روسيتي هينريتا بوغدان، حفيدة الشاعر نيكولاي ديماتش المتطرفة في محافظتها. كان والدها، ضابط المدفعية المولدافي لاسكار بوغدان، قد توفي قبل سنوات، وكان يرافقها قريبها، جريجور ستوردزا. وكانت شقيقتها، إيلينا، زوجة لضابط اوهلان ميسا ستوردزا. نظرًا إلى كونه محبوبًا من مزارعيه المستأجرين وإلى شغفه بالدفاع عن قضاياهم، أمضى روسيتي فترات كعمدة لكايوتي. وهناك أنجبت هينريتا أولادها: رادو (عام 1877) وهنري (عام 1879) ويوجين (عام 1881) وماجدالينا (عام 1882). 
إلا أنه في عام 1888 انتقل روسيتي وعائلته من بيتهم الكبير وأقاموا في تارغو أوكنا. كان منزلهم الجديد بيتًا مملوكًا في السابق من قبل نيجري. تلا هذه الخطوة خلاف مديد بين روسيتي وشقيقاته حول الأرض، فحاز رادو على الملكية من رادوكانيني وتخلى عن منزله لآنا، كانت كلتا الملكيتين ديونًا جارية وبيعا في النهاية مرة ثانية، الأمر الذي ترك روسيتي محطم القلب حتى وفاته.